# Faux appareil

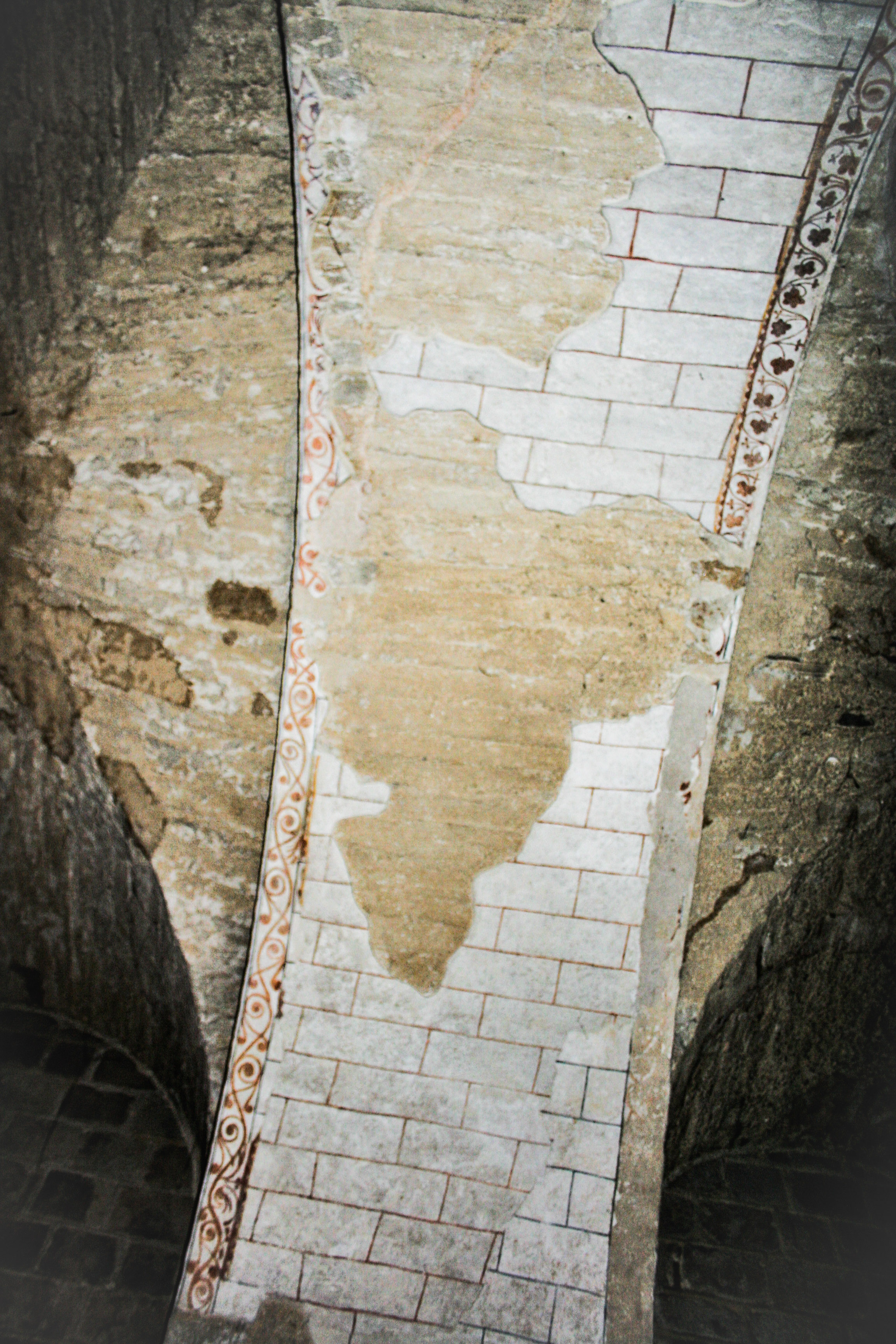
Décor en faux appareil dans la chapelle Notre-Dame-des-Trente-Cierges de l'abbaye du Mont-Saint-Michel.

Le faux appareil est une décoration sous la forme d'une peinture qui imite les lignes horizontales et verticales d'un appareil de maçonnerie entre des pierres de taille. Ce motif décoratif est très courant dans les églises pendant tout le Moyen Âge.
Le faux appareil ou faux joint est aussi une ligne creuse tracée dans un enduit de mur ou de cloison pour imiter un appareil de pierres. On trouve également la dénomination faux appareillage.